# Гейл Линдс
Гейл Линдс (на английски: Gayle Lynds) е американска писателка, авторка на бестселъри в жанровете съвременен и шпионски трилър и приключенски роман. Писала е под псевдонимите Г.Х. Стоун (G.H. Stone), Гейл Стоун (Gayle Stone), и съвместните псевдоними с други писатели Ник Картър (Nick Carter) и Дон Пендълтън (Dawn Pendleton). Тя е сред малкото авторки на произведения в шпионския жанр.

## Биография и творчество
Гейл Линдс е родена през 1945 г. в Омаха, Небраска, САЩ. Израства в окръг Блъфс, Айова. Завършва Университета на Айова с бакалавърска степен по журналистика и втора специалност по социални изследвания. Посещава и курс по творческо писане. След дипломирането си работи като журналист за „Аризона Репюблик“, а след това редактор на свръхсекретно проучване за надеждност на „General Electric-TEMPO“, таен мозъчен тръст в Санта Барбара, с клиенти по целия свят, включително и американското министерство на отбраната и въоръжените сили на САЩ. После работи като редактор на списание „Санта Барбара“ и на списание „Прайм“ в Санта Барбара.
Едновременно с работата си пише разкази за списания. Първият ѝ мейнстрийм роман „Day of the Mahdi“ от поредицата „Килмастър“ е издаден през 1984 г. Същата година излиза и първия ѝ трилър „The Mayan Connection“ под псевдонима Ник Картър.
Първият ѝ трилър „Операция „Маскарад“ от поредицата „Лиз Сансборо“ под собственото ѝ име е публикуван през 1996 г. Книгата става бестселър на „Ню Йорк Таймс“. Определен от списание „Пъблишър Уикли“ като един от десетте най-вълнуващите шпионски трилъри.
Следващите ѝ произведения също стават бестселъри. Романът ѝ „Супершпионинът“ е удостоен с наградата за най-добър шпионски трилър.
През 2000 г. започва да пише заедно с писателя Робърт Лъдлъм, а след смъртта му продължава серията „Приют 1“ заедно с други автори по неговите идеи. Първият трилър от поредицата „Факторът на Хадес“ е издаден през 2000 г. През 2006 г. той е екранизиран в едноименния телевизионен минисериал на CBS с участието на Аздин Заман и Дейвид Мърфи.
През 2010 – 2011 г. отново, заедно с още 25 прочути автори на криминални романи се събират, за да напишат заедно експресивния трилър „Няма покой за мъртвите“ („No Rest For the Dead“). Освен нея участници са Джефри Дивър, Питър Джеймс, Сандра Браун, Тес Геритсън, Лайза Скоталайн, Реймънд Хури, Джон Лескроарт, и др., а световноизвестният Дейвид Балдачи изготвя предговора. Всички те влагат своята изобретателност, за да опишат превратната съдба на детектива Джон Нън, който се е справял перфектно в разследванията си. Но една-единствена грешка не му дава покой и последствията от нея го преследват с години.
Тя е член е на Асоциацията на бившите разузнавачи. Съосновател с Дейвид Морел и съпредседател на Международната асоциация на писателите на трилъри.
С първия си съпруг, писателя Денис Линдс, живее в продължение на няколко десетилетия в Санта Барбара, Калифорния, до смъртта му през 2005 г. През 2011 г. се омъжва за Джон С. Шелдън, бивш прокурор и съдия. Гейл Линдс живее със семейството си в Уестбрук, Мейн.

## Произведения

### Самостоятелни романи
- Mosaic (1998)
Куршуми в мрака, изд.: ИК „Прозорец“, София (2002), прев. Валерия Панайотова
- Mesmerized (2001)
Чужда памет, изд.: ИК „Прозорец“, София (2001), прев. Маргарита Вачкова
- The Last Spymaster(2006)
Супершпионинът, изд.: ИК „Прозорец“, София (2006), прев. Павел Талев
- The Book of Spies (2010) – издаден и като „The Library of Gold“
Книгата на шпионите, изд.: ИК „Прозорец“, София (2011), прев. Павел Талев
- No Rest for the Dead (2011) – с Джеф Абот, Лори Армстронг, Дейвид Балдачи, Сандра Браун, Томас Х. Кук, Джефри Дивър, Диана Габалдон, Андрю Ф. Гули, Ламия Гули, Питър Джеймс, Дж. А. Джайс, Фей Келерман, Реймънд Хури, Джон Лескроарт, Джеф Линдзи, Маркъс Сейки, Алегзандър Маккол Смит, Филип Марголин, Майкъл Палмър, T. Джеферсън Паркър, Кати Райкс, Тес Геритсън, Матю Пърл, Джонатан Сантлоуфър, Лайза Скоталайн, Р. Л. Стайн и Марша Тали
Няма покой за мъртвите, изд.: ИК „Обсидиан“, София (2011), прев. Боян Дамянов
- The Assassins (2015)

### Серия „Килмастър“ (Killmaster) – с Ник Картър
190. Day of the Mahdi (1984)
194. The Mayan Connection (1984)
199. Pursuit of the Eagle (1985)
203. White Death (1985)
206. The Execution Exchange (1985)

### Серия „Мак Болан“ (Mack Bolan) – сДенис Линдс
14. Moving Target (1989)
17. Blood Fever (1989)

### Серия „Лиз Сансборо“ (Liz Sansborough)
1. Masquerade (1996)
Операция „Маскарад“, изд.: ИК „Прозорец“, София (2001), прев. Таня Чунтова
2. The Coil (2004)
Конспирация „Спирала“, изд.: ИК „Прозорец“, София (2004), прев. Боряна Йотова

### Серия „Приют 1“ (Covert-One) – по идеи наРобърт Лъдлъм
1. The Hades Factor (2000)
Факторът на Хадес, изд.: ИК „Прозорец“, София (2001), прев. Силвия Вълкова
3. The Paris Option (2002)
4. The Altman Code (2003)

### Участие в общи серии с други писатели

#### Серия „Тримата следователи“ (Three Investigators Crimebusters) – като Г.Х. Стоун
7. Reel Trouble (1989)
11. Fatal Error (1990)
от серията има още 9 романа от различни автори

#### Серия „Харолд Мидълтън“ (Harold Middleton)
2. The Copper Bracelet (2010) – Лий Чайлд, Дейвид Корбет, Джефри Дивър, Джим Фусили, Джон Гилстрап, Джеймс Грейди, Дейвид Хюсън, Джон Рамзи Милър, П. Дж. Париш, Ралф Пезуло, С. Джей Роузан, Питър Шпигелман, Джоузеф Файндър, Брет Батълс и Ерика Спиндлър
3. Watchlist (2010) – Линда Барнс, Брет Батълс, Лий Чайлд, Дейвид Корбет, Джефри Дивър, Джим Фусили, Джон Гилстрап, Дейвид Хюсън, Джон Ланд, Дейвид Лис, Джоузеф Файндър, П. Дж. Париш, Джеймс Фелън, Лайза Скоталайн и Джени Силър

### Екранизации
- 2006 Факторът на Хадес, The Hades Factor